# Vleteren
Vleteren là một đô thị ở tỉnh Tây Flanders. Đô thị này gồm các thị trấn Oostvleteren, Westvleteren và Woesten. Tại thời điểm ngày 1 tháng 1 năm 2006, Vleteren có dân số 3.636 người. Tổng diện tích là 38,15 km² với mật độ dân số là 95 người trên mỗi km².